# Pseudomiza ochrilinea
Pseudomiza ochrilinea là một loài bướm đêm trong họ Geometridae.